# Tschechische Badminton-Mannschaftsmeisterschaft 2017
Die Tschechische Badminton-Mannschaftsmeisterschaft der Saison 2016/2017 gewann das Team von Sokol Meteor Praha-Radotín.

## Vorrunde
| Platz | Team                                 | Punkte | Spiele | G | U | V | Spielpunkte |   |    | Sätze |   |    | Bälle |   |      |
| ----- | ------------------------------------ | ------ | ------ | - | - | - | ----------- | - | -- | ----- | - | -- | ----- | - | ---- |
| 1     | Sokol Radotín Meteor Praha           | 25     | 7      | 6 | 0 | 1 | 42          | - | 15 | 90    | - | 37 | 2454  | - | 2058 |
| 2     | BK 1973 Deltacar Benátky nad Jizerou | 25     | 7      | 6 | 0 | 1 | 41          | - | 16 | 85    | - | 41 | 2456  | - | 2060 |
| 3     | Badminton FSpS MU                    | 22     | 7      | 5 | 0 | 2 | 39          | - | 18 | 87    | - | 40 | 2366  | - | 2058 |
| 4     | SKB Český Krumlov                    | 22     | 7      | 5 | 0 | 2 | 35          | - | 22 | 76    | - | 51 | 2325  | - | 2156 |
| 5     | TJ Sokol Dobruška                    | 16     | 7      | 3 | 0 | 4 | 27          | - | 29 | 59    | - | 69 | 2256  | - | 2364 |
| 6     | TJ Montas Hradec Králové             | 13     | 7      | 2 | 0 | 5 | 17          | - | 39 | 40    | - | 83 | 2072  | - | 2293 |
| 7     | USK Plzeň                            | 10     | 7      | 1 | 0 | 6 | 13          | - | 43 | 34    | - | 90 | 1930  | - | 2436 |
| 8     | TJ Astra ZM Praha                    | 7      | 7      | 0 | 0 | 7 | 12          | - | 44 | 32    | - | 92 | 1972  | - | 2406 |

## Viertelfinale
- SKB Český Krumlov – TJ Sokol Dobruška: 7:1
- Badminton FSpS MU – TJ Montas Hradec Králové: 6:0

## Halbfinale
- Sokol Meteor Praha-Radotín – SKB Český Krumlov: 5:2
- Badminton FSpS MU – BK 1973 Deltacar Benátky nad Jizerou: 5:2

## Spiel um Bronze
- BK 1973 Deltacar Benátky nad Jizerou – SKB Český Krumlov: 5:2

## Finale
- Sokol Meteor Praha-Radotín – Badminton FSpS MU: 5:1